# Níger nos Jogos Olímpicos de Verão de 1968
O Níger participou dos Jogos Olímpicos de Verão de 1968 na Cidade do México, México.
Eles enviaram dois boxeadores, ambos homens.

## Boxe
Peso Galo (54 kg)
- Dary Dasuda
  - Primeira rodada - Perdeu para Sulley Shittu de Gana

Peso Meio-médio ligeiro (63.5 kg)
- Issaka Dabore
  - Segunda rodada - Derrotou José Marín da Costa Rica
  - Oitavas-de-final - Perdeu para Yevgeni Frolov da União Soviética